# Všichni moji blízcí
Všichni moji blízcí (polsky Wszyscy moi bliscy) je česko-slovensko-polský koprodukční film režiséra Mateje Mináče z roku 1999.

## Děj
Do idylického života židovské rodiny lékaře na malém městě zasahují historické události před druhou světovou válkou. Po mnichovském diktátu se situace rodiny začíná vyhrocovat, a ta zvažuje, zda emigrovat, či zůstat. Rodiče malého syna Davida zprvu odmítají i nabídku anglického bankéře (Nicholas Winton), který organizuje transport židovských dětí do Velké Británie. Změnou svého rozhodnutí zachraňují život synovi, který odjíždí posledním vlakem vypraveným z Prahy...

## Tvůrčí tým
- Režie: Matej Mináč
- Námět: Matej Mináč, Jiří Hubač
- Scénář: Jiří Hubač
- Kamera: Jozef Šimončič
- Hudba: Janusz Stokłosa
- Architekt: Martin Kurel
- Kostýmní výtvarník: Jarmila Konečná
- Střih: Patrik Pašš, Alena Pätoprstá

## Hrají
| Josef Abrhám         | MUDr. Jakub Silberstein |
| Libuše Šafránková    | Irma                    |
| Jiří Bartoška        | Samuel                  |
| Ondřej Vetchý        | Max                     |
| Braňo Holíček        | David                   |
| Lucia Cúlková        | Soša                    |
| Krzysztof Kolberger  | Leo                     |
| Tereza Brodská       | Hedvika                 |
| Marián Labuda        | Helmut Spitzer          |
| Agnieszka Wagner     | Alena                   |
| Jiří Lábus           | Marcel                  |
| Grażyna Wolszczak    | Angelika                |
| Rupert Graves        | Nicholas Winton         |
| Andrzej Deskur       | Robert                  |
| Jiří Menzel          | Stein                   |
| Ladislav Chudík      | starý Silberstein       |
| Květa Fialová        | stará Silbersteinová    |
| Krzysztof Kowalewski | Rous                    |
| Bohumil Klepl        | Dr. Kuhn                |
| Hanna Dunowska       | Eva Marie               |
| František Němec      | Kolman                  |
| Oldřich Navrátil     | Klein                   |
| Michaela Kuklová     | Freimanová              |
| Jiří Pecha           | Amavite Puel            |
| Zdeněk Dušek         | Vopička                 |
| Oldřich Vlach        | hotelový číšník         |